# قائمة الأدوية المسحوبة
بعض الأدوية يصادق على استخدامها وتسوق في بعض البلدان أو في بلدان العالم كافة، ثم تظهر عليها أعراض جانبية ومخاطر في الاستخدام لم تظهر في التجارب السريرية لذلك تقوم المؤسسات الحكومية المختصة بسحبها من الأسواق.
وكالة الأدوية الأوروبية هي المسؤولة عن إجراءات المصادقة أو عدمها وحتى سحب الدواء من الأسواق في الإتحاد الأوروبي، بينما في الولايات المتحدة فإدارة الغذاء والدواء هي المسؤولة عن ذلك.
في بعض الأحيان تسوق بعض الأدوية في الاتحاد الأوروبي ثم تسحب وهي لم تصل مرحلة المصادقة عليها في الولايات المتحدة، والعكس صحيح أيضاً.

## أبرز الأدوية المسحوبة
| اسم الدواء                                    | تاريخ سحبه         | البلدان | ملاحظات |
| --------------------------------------------- | ------------------ | --- | --- |
| ثنائي إيثيل أميد حمض الليسرجيك                | عقد 1950 وعقد 1960 | | سوق على أنه دواء نفسي، لكنه سحب لاحقا بسبب استخدامه استخداما ترفيهيا. يعد استخدامه حاليا غير شرعي في أغلب دول العالم. |
| ثيناليدين                                     | 1960               | كندا والولايات المتحدة والمملكة المتحدة                                                                                            | قلة الخلايا المتعادلة |
| ثاليدوميد                                     | 1961               | ألمانيا | سحب بسبب مخاطر تأثيره المسخي على الجنين أعيد للاستخدام لعلاج الجذام والورم النقوي المتعدد تحت شروط الدواء اليتيم لإدارة الغذاء والدواء.                                                                                                  |
| تريبارانول                                    | 1962               | فرنسا والولايات المتحدة | الساد وصلع وسماك. |
| كاربامات الإيثيل                              | 1963               | كندا والولايات المتحدة والمملكة المتحدة                                                                                            | مسرطن. |
| دانترون                                       | 1963               | كندا والولايات المتحدة والمملكة المتحدة                                                                                            | سمية جينية. |
| بوناميوديل                                    | 1963               | الولايات المتحدة وكندا والمملكة المتحدة                                                                                            | اعتلال الكلية. |
| يوديد ثنائي الثيازانين                        | 1964               | فرنسا والولايات المتحدة | تأثيرات قلبية وعائية وأيضية. |
| كازين ستروفانثين باليود                       | 1964               | الولايات المتحدة | تفاعلات أيضية. |
| بوتامبن                                       | 1964               | الولايات المتحدة | تسمم جلدي; تأثيرات نفسية. |
| إيبرونيازيد                                   | 1964               | كندا | تداخلات دوائية مع الطعام الذي يحتوي على تيروسين. |
| بنزيودارون                                    | 1964               | فرنسا والمملكة المتحدة | يرقان. |
| برونيثالول                                    | 1965               | المملكة المتحدة | مسرطن حيواني. |
| ميتوفولين                                     | 1965               | الولايات المتحدة | سمية غير محددة. |
| حمض الزينوزويك                                | 1965               | فرنسا | تسمم الكبد. |
| فينوكسيبروبازين                               | 1966               | المملكة المتحدة | تسمم الكبد وتداخلات دوائية. |
| بثيونول                                       | 1967               | الولايات المتحدة | تسمم جلدي. |
| إيبوفيناك                                     | 1968               | المملكة المتحدة | تسمم الكبد ويرقان. |
| كلورفنترامين                                  | 1969               | ألمانيا | تسمم قلبي وعائي. |
| كلوفوركس                                      | 1969               | ألمانيا | تسمم قلبي وعائي. |
| أسيتات الأناجستون                             | 1969               | ألمانيا | مسرطن حيواني. |
| ثنائي إيثيل ستيلبسترول                        | عقد 1970           | | مخاطر تمسخ |
| أوكسيفينيساتين                                | عقد 1970           | أستراليا وفرنسا وألمانيا والمملكة المتحدة والولايات المتحدة                                                                        | تسمم الكبد. |
| حمض الفنكلوزيك                                | 1970               | المملكة المتحدة والولايات المتحدة                                                                                                  | يرقان وارتفاع مستوى إنزيمات الكبد. |
| كلورمادينون                                   | 1970               | الولايات المتحدة والمملكة المتحدة                                                                                                  | مسرطن حيواني. |
| ثنائي هيدرو ستربتوميسين                       | 1970               | الولايات المتحدة | تأثيرات نفسية عصبية. |
| أموبروكسان                                    | 1970               | فرنسا | تسمم جلدي وعيني. |
| ثلاثي أستيل ثنائي فينوليساتين                 | 1971               | أستراليا | تسمم الكبد. |
| ثنائي أسيتوكسي ثنائي فينوليساتين              | 1971               | أستراليا | سمية الكبد. |
| ديمازول                                       | 1972               | فرنسا والولايات المتحدة | تأثير نفسي عصبي. |
| كليوكينول                                     | 1973               | فرنسا وألمانيا والولايات المتحدة والمملكة المتحدة                                                                                  | سمية عصبية. |
| نيالاميد                                      | 1974               | الولايات المتحدة والمملكة المتحدة                                                                                                  | تسمم الكبد والتداخلات الدوائية. |
| ميبانازين                                     | 1975               | المملكة المتحدة | تسمم الكبد وتداخلات دوائية. |
| فيناسيتين                                     | 1975               | كندا | سحب بسبب مخاطر الإصابة بالسطران وأمراض الكلية أما في ألمانيا والدنمارك والولايات المتحدة والمملكة المتحدة فالسبب اعتلال الكلية. |
| ميتاميزول                                     | 1975               | المملكة المتحدة والولايات المتحدة ودول أخرى                                                                                        | ندرة المحببات، تأثيرات تحسسية. |
| أوكسيلادين                                    | 1976               | كندا والولايات المتحدة والمملكة المتحدة                                                                                            | مسرطن. |
| أزاريبين                                      | 1976               | الولايات المتحدة | خثار. |
| بيفوكسيم (=بيكسيفينيد)                        | 1976               | فرنسا | تفاعلات نفسية عصبية. |
| فنفورمين وبوفورمين                            | 1977               | فرنسا وألمانيا والولايات المتحدة                                                                                                   | حماض لاكتيكي شديد |
| بوفورمين                                      | 1978               | ألمانيا | تسمم أيضي. |
| بيروفاليرون                                   | 1979               | فرنسا | سوء استخدام. |
| ميثابيريلين                                   | 1979               | ألمانيا والولايات المتحدة والمملكة المتحدة                                                                                         | مسرطن حيواني. |
| ألكلوفيناك                                    | 1979               | المملكة المتحدة | التهاب وعائي، طفح جلدي. |
| تيكرينافين (أو حمض التينيليك)                 | 1980               | ألمانيا وفرنسا والمملكة المتحدة والولايات المتحدة                                                                                  | تسمم الكبد والوفاة. |
| بنتوباربيتال                                  | 1980               | النرويج | تسمم ذاتي. |
| سايكلوباربيتال                                | 1980               | النرويج | تسمم ذاتي. |
| أموباربيتال                                   | 1980               | النرويج | تسمم ذاتي. |
| نوميفنسين                                     | 1981-1986          | فرنسا وإسبانيا وألمانيا والمملكة المتحدة والولايات المتحدة ودول أخرى                                                               | فقر الدم الانحلالي وتسمم كبدي وتفاعلات فرط تحسس شديدة. |
| كلوماكرون                                     | 1982               | المملكة المتحدة | تسمم كبدي. |
| بنتلينتترازول                                 | 1982               | | سحب بسبب أنه علاج اختلاجي غير فعال، ويتسبب بنوبات. |
| ميثاندروستيرونولون                            | 1982               | فرنسان وألمانيا والمملكة المتحدة والولايات المتحدة وبلدان أخرى                                                                     | سوء استخدام بدون تصريح. |
| بينوكسابروفين                                 | 1982               | ألمانيا وإسبانيا والمملكة المتحدة والولايات المتحدة                                                                                | فشل كبدي وكلوي ونزف من القناة الهضمية وقرحة. |
| بروبانيديد                                    | 1983               | المملكة المتحدة | حساسية. |
| إندوبروفين                                    | 1983               | ألمانيا وإسبانيا والمملكة المتحدة                                                                                                  | مسرطن حيواني وتسمم الجهاز الهضمي. |
| ثنائي ميثيل أميل أمين (أو ميثيل هكسامين)      | 1983               | الولايات المتحدة | سحبته شركة إلاي ليلي طوعيا من الأسواق.:12 ثم أعيد على أنه مكمل غذائي في عام 2006;:13 وفي عام 2013، بدأت وكالة الغذاء الوداء العمل على منعه بسبب مشاكل وعائية قلبية.                                                                      |
| زيمليدين                                      | 1983               | العالم | مخاطر الإصابة بمتلازمة غيلان باريه وتفاعلات فرط التحسس وتسمم الكبد فمنع عالميا. |
| زومبيراك                                      | 1983               | المملكة المتحدة وإسبانيا وألمانيا والولايات المتحدة                                                                                | تفاعلات فرط الحساسية وتفاعلات تحسس غير مميتة وفشل كلوي. |
| إيسوكسيكام                                    | 1983               | فرنسا وإسبانيا وألمانيا ودول أخرى                                                                                                  | متلازمة ستيفنس جونسون. |
| نيتريفازول                                    | 1984               | المانيا | تسمم الكبد والدم. |
| ميثاكوالون                                    | 1984               | جنوب أفريقيا (1971) والهند (1984) وبقية البلدان (1971-1988)                                                                        | Wiسحب بسبب مخاطر الإدمان والجرعة المفرطة |
| فوسفات الإيساكسونين                           | 1984               | فرنسا | تسمم الكبد. |
| غلافينين                                      | 1984               | فرنسا وألمانيا | صدمة الحساسية. |
| فبرازون                                       | 1984               | ألمانيا والمملكة المتحدة | تأثيرات جلدية وسمية تصيب أعضاء عدة. |
| أنترافينين                                    | 1984               | فرنسا | تسمم تجريبي غير محدد. |
| ألثيسين (=ألفاكسولون + ألفادولون)             | 1984               | فرنسا وألمانيا والمملكة المتحدة | صدمة الحساسية. |
| فنكلوفيناك                                    | 1984               | المملكة المتحدة | تأثيرات جلدية، مسرطن حيواني. |
| أوكسيفينبوتازون                               | 1984-1985          | المملكة المتحدة والولايات المتحدة وفرنسا ألمانيا وكندا                                                                             | تثبيط نقي العظم ومتلازمة ستيفن جونسون. |
| بيرهيكسيلين                                   | 1985               | المملكة المتحدة وإسبانيا | تسمم عصبي وكبدي. |
| إندالبين                                      | 1985               | فرنسا | ندرة المحببات. |
| سولوستيديل                                    | 1985               | ألمانيا وفرنسا وإسبانيا | تسمم كبدي. |
| فينيلبيوتازون                                 | 1985               | ألمانيا | سوء ااستخدام بدون تصريح وتسمم دموي. |
| سيانيدانول                                    | 1985               | فرنسا وإسبانيا وألمانيا والسويد | فقر الدم الانحلالي. |
| سلفاميثوكسيبيريدازين                          | 1986               | المملكة المتحدة | تفاعلات جلدية ودموية. |
| ديفمرين                                       | 1986               | ألمانيا | سمية في أعضاء عدة. |
| كانرينون                                      | 1986               | ألمانيا | مسرطن حيواني. |
| بوسيتين                                       | 1986               | ألمانيا | تسمم كلوي. |
| بيتا-إيثوكسي-لاسيتانيلانيد                    | 1986               | ألمانيا | سمية كلوية ومسرطن حيواني. |
| سوبروفين                                      | 1986-1987          | المملكة المتحدة وإسبانيا والولايات المتحدة                                                                                         | ألم في الخاصرة وانخفاض في وظيفة الكلية. |
| فينكامين                                      | 1987               | المانيا | تسمم دموي. |
| موزولومين                                     | 1987               | فرنسا وألمانيا والاتحاد الأوروبي                                                                                                   | اعتلال الأعصاب المتعدد. |
| سايكلوفنيل                                    | 1987               | فرنسا | تسمم كبدي. |
| كلوميتاسين                                    | 1987               | فرنسا | تسمم كبدي. |
| سلفاكارباميد                                  | 1988               | ألمانيا | تأثيرات جلدية ودموية وكبدية. |
| برينيلامين                                    | 1988               | كندا وفرنسا وألمانيا والولايات المتحدة والمملكة المتحدة وبلدان أخرى                                                                | اضطراب نظم قلبي والوفاة. |
| سلفاميتوكسيديازين                             | 1988               | ألمانيا | غير معروف. |
| نيكثيمايد                                     | 1988               | دول مختلفة | تحفيز الجهاز العصبي المركزي. |
| سينبازيد                                      | 1988               | إسبانيا | ندرة المحببات. |
| ل-تريبتوفان                                   | 1989               | ألمانيا والمملكة المتحدة | متلازمة كثرة اليوزينيات والألم العضلي. ما يزال متوفرا في الولايات المتحدة |
| إيتريتينيت                                    | 1989               | فرنسا | سحب في الولايات المتحدة في عام 1999. مخاطر خلل ولادي. |
| بروغلوميد                                     | 1989               | ألمانيا | تفاعلات تنفسية. |
| بروازولام                                     | 1989               | المملكة المتحدة | مسرطن حيواني. |
| إكسيفون                                       | 1989               | فرنسا | سمية الكبد. |
| دينوبروستون                                   | 1990               | المملكة المتحدة | يقلل من تقلصات الرحم، ضائقة جنينية. |
| بيربروفين                                     | 1990               | فرنسا وألمانيا وإسبانيا | تسمم الكبد.:223 |
| ديليفالول                                     | 1990               | المملكة المتحدة | سمية الكبد. |
| ميتيبرانولول                                  | 1990               | المملكة المتحدة ودول أخرى | التهاب العنبية. |
| فينوتيرول                                     | 1990               | نيوزيلاندا | الوفاة بالربو. |
| فايبكسايد                                     | 1991               | فرنسا | سمية الكبد. |
| تريازولام                                     | 1991               | فرنسا وهولندا وفنلندا والأرجنتين والمملكة المتحدة وغيرها                                                                           | تأثيرات جانبية نفسية وفقدان الذاكرة. |
| تيروديلين                                     | 1991               | ألمانيا وإسبانيا والمملكة المتحدة وغيرها                                                                                           | زيادة في طول فترة كيو تي واضطرابات نظم دقات القلب البطيني واضطراب النظم القلبية. |
| إنكاينيد                                      | 1991               | الولايات المتحدة والمملكة المتحدة                                                                                                  | اضطراب النظم البطيني. |
| فلونيترازيبام                                 | 1991               | فرنسا | سوء الاستخدام. |
| تيمافلوكساسين                                 | 1992               | ألمانيا والولايات المتحدة والمملكة المتحدة                                                                                         | انخفاض سكر الدم فقر الدم الانحلالي وقصور في الكبد والكلية وحساسية |
| بنزارون                                       | 1992               | ألمانيا | التهاب الكبد. |
| ثيوبوتاباربيتون                               | 1993               | ألمانيا | فشكل كلوي. |
| كيتورولاك                                     | 1993               | فرنسا وألمانيا ودول أخرى لكنه ما يزال متوفرا في دول غيرها                                                                          | نزف وفشل كلوي. |
| سوريفودين                                     | 1993               | اليابان | تداخلات دوائية ووفاة. |
| موكسيسيلايت                                   | 1993               | فرنسا | التهاب الكبد الناخر. |
| ريموكسيبريد                                   | 1993               | المملكة المتحدة وغيرها | فقر الدم اللاتنسجي. |
| فلوسكينان                                     | 1993               | المملكة المتحدة والولايات المتحدة                                                                                                  | ازدياد الوفيات بالجرعات العالية وازدياد حالات دخول المرضى للمستشفى. |
| بندازاك                                       | 1993               | إسبانيا | تسمم الكبد. |
| ألبيدم                                        | 1995               | العالم | لم يحصل على الترخيص في الولايات المتحدة، لكنه سحب من فرنسا في عام 1994 وفي بقية العالم في عام 1995 بسبب حالات نادرة من تسمم الكبد لكنها شديدة.                                                                                           |
| تولرستات                                      | 1996               | الأرجنتين وكندا وأستراليا وغيرها                                                                                                   | تسمم كبدي شديد |
| كلورميزانون                                   | 1996               | الاتحاد الأوروبي والولايات المتحدة وجنوب أفريقيا واليابان                                                                          | تسمم الكبد ومتلازمة ستيفنس جونسون وتقشر الأنسجة المتموتة البشروي التسممي. |
| مينابرين                                      | 1996               | فرنسا | اختلاجات. |
| بيمولين                                       | 1997               | كندا والمملكة المتحدة | سحب في الولايات المتحدة في عام 2005. تسمم كبدي |
| دكسفنفلورامين                                 | 1997               | الاتحاد الأوروبي والمملكة المتحدة والولايات المتحدة                                                                                | مرض صمام القلب. |
| فينول فثالين                                  | 1997               | الولايات المتحدة | مسرطن. |
| فن-فن (فنفلورامين + فنترمين)                  | 1997               | | مسرطن |
| فنفلورامين                                    | 1997               | الاتحاد الأوروبي والمملكة المتحدة والولايات المتحدة وجنوب أفريقيا ودول أخرى                                                        | أمراض صمامات القلب وفرط ضغط الدم الرئوي وتليف عضلة القلب. |
| ترفنداين                                      | 1997-1998          | فرنسا وعمان وجنوب أفريقيا والولايات المتحدة وغيرها                                                                                 | زيادة في طول فترة كيو تي واضطرابات نظم دقات القلب البطيني |
| تولكابون                                      | 1998               | الاتحاد الأوروبي وكندا وأستراليا                                                                                                   | تسمم الكبد |
| برومفيناك                                     | 1998               | الولايات المتحدة | التهاب كبد حاد وفشل الكبد (في بعض الحلات قد يحتاج لزراعة عضو). |
| بروكسيباربيتال                                | 1998               | إسبانيا وفرنسا والبرتغال وإيطاليا وتركيا                                                                                           | تحسس مناعي وقلة الصفيحات. |
| ميبفراديل                                     | 1998               | الاتحاد الأوروبي وماليزيا والولايات المتحدة ودول أخرى                                                                              | اضطراب نظم قلبي قاتل وتداخلات دوائية. |
| إبروتيدين                                     | 1998               | إسبانيا | سمية الكبد. |
| سرتيندول                                      | 1998               | الاتحاد الأوروبي | اضطراب نظم قلبي وموت قلب مفاجئ |
| أمينبتين                                      | 1999               | فرنسا، الولايات المتحدة | تسمم الكبد، أعراض جانبية جلدية كذلك سوء استخدام محتمل. |
| تيمازيبام                                     | 1999               | السويد والنرويج | تحويل وسوء استخدام ونسبة أعلى من وفيات بسبب فرط الجرع مقارنة بالأدوية الأخرى من نفس المجموعة. الدواء ما يزال مستخدما في الكثير من دول العالم وبضمنها الولايات المتحدة لكن ضمن استخدام مقيد.                                              |
| أستيميزول                                     | 1999               | الولايات المتحدة وماليزيا وأسواق أخرى                                                                                              | اضطراب نظم قلبي قاتل. |
| ليفاميزول                                     | 1999               | الولايات المتحدة | ما زال يستخدم استخداما بيطريا كما لا يزال مستخدما لعلاج الديدان عند الإنسان في بلدان مختلفة، وهو مدرج في قائمة منظمة الصحة العالمية للأدوية الأساسية. كان يستخدم في الإنسان لعلاج الميلانوما قبل سحبه بسبب مخاطر الإصابة بندرة المحببات. |
| جريبافلوكساسين                                | 1999               | ألمانيا والمملكة المتحدة والولايات المتحدة ودول أخرى                                                                               | عودة الاستقطاب القلبي؛ زيادة في طول فترة كيو تي. |
| أمينوبيرين                                    | 1999               | فرنسا، تايلاند | محاطر الإصابة بندرة المحببات وحب الشباب الشديد. |
| تروفافلوكساسين                                | 1999-2001          | الاتحاد الأوروبي والولايات المتحدة                                                                                                 | سحب بسبب مخاطر فشكل الكبد |
| تروغليتازون                                   | 2000               | الولايات المتحدة وألمانيا | تسمم الكبد |
| سيسابرايد                                     | 2000               | الولايات المتحدة | خطر الإصابة باضطراب نظم قلبي قاتل |
| فينيلبروبانولامين(أدوية علاج الرشح ودكساتريم) | 2000               | كندا والولايات المتحدة | الدواء ما زال مستخدما في بلدان عدة. يتسبب سكتة نزفية. |
| ألوسترون                                      | 2000               | الولايات المتحدة | أعراض جانبية خطيرة تصيب الجهاز الهضمي; التهاب القولون الإقفاري؛ إمساك حاد. أعيد في عام 2002 لكن مع محاذير. |
| سبارفلوكساسين                                 | 2001               | الولايات المتحدة | طول فترة كيو تي ورهاب الضوء. |
| سيريفاستاتين                                  | 2001               | الولايات المتحدة | مخاطر الإصابة بانحلال الربيدات |
| راباكورونيوم                                  | 2001               | الولايات المتحدة وغيرها | سحب من بلدان كثيرة بسبب مخاطر تشنج قصبي قاتل |
| أرديبارين                                     | 2001               | الولايات المتحدة | ليس لأسباب تعود لفعاليته أو أمانه. |
| كافا كافا                                     | 2002               | المانيا | تسمم الكبد. |
| ليفاسيتيلميثادول                              | 2003               | الولايات المتحدة | اضطراب النظم القلبية وتوقف القلب. |
| روفيكوكسيب                                    | 2004               | الولايات المتحدة | مخاطر احتشاء عضل القلب وصدمة |
| فالديكوكسيب                                   | 2004               | الولايات المتحدة | مخاطر نوبات قلبية وسكتات. |
| دوفتيليد                                      | 2004               | ألمانيا | تداخلات دوائية وزيادة في طول فترة كيو تي. |
| بيزيتراميد                                    | 2004               | هولندا | جرعة زائدة مميتة. |
| كو-بروكسامول                                  | 2004               | المملكة المتحدة | مخاطر الجرعة الزائدة. |
| ثيوريدازين                                    | 2005               | ألمانيا والمملكة المتحدة | سحب عالميا بسبب مخاطر اضظراب النظم القلبية. |
| هيدرومورفين (الأشكال مديدة المفعول)           | 2005               | | مخاطر الإصابة بفرط الجرعة عندما تؤخذ الأشكال مديدة المفعول مع الكحول. الأنواع القياسية من يدرومورفون ما زالت تباع الكثير من بلدان العالم                                                                                                 |
| آديرال XR                                     | 2005               | كندا | مخاطر الإصابة بسكتة رفع المنح لاحقا لأن نسبة الوفيات بين الذين يتعاطون آديرال XR ليست أعلى من الذين يتعاطون آديرال. |
| ناتاليزوماب                                   | 2005–2006          | الولايات المتحدة | سحب طوعيا من الولايات المتحدة بسبب مخاطر الإصابة باعتلال بيضاء الدماغ عديد البؤر التقدمي، لكنه أعيد في تموز 2006. |
| زيميلاغاتران                                  | 2006               | ألمانيا | تسمم الكبد |
| ألاتروفلوكساسين                               | 2006               | العالم | تسمم الكبد، إصابات خطيرة في الكبد تؤدي إلى زراعة الكبد أو الموت. |
| غاتيفلوكساسين                                 | 2006               | الولايات المتحدة | زيادة مخاطر خلل سكر الدم. |
| بيرغوليد                                      | 2007               | الولايات المتحدة | مخاطر تضرر صمام القلب. |
| كلوبوتينول                                    | 2007               | ألمانيا | ارتجاف نظم بطيني وطول في فترة كيو تي. |
| تيجاسيرود                                     | 2007               | الولايات المتحدة | مخاطر الإصابة بنوبات قلبية وسكتات وذبحة. كان متوفرا من خلال برنامج مقيد حتى نيسان 2008. |
| نيفازودون                                     | 2007               | الولايات المتحدة وكندا ودول أخرى                                                                                                   | سحبت لأنواع الأصلية من عدة بلدان في عام 2007 بسبب سمية الكبد. الأنواع المكافئة ما زالت متوفرة. |
| لوميراكوكسيب                                  | 2007–2008          | العالم | تضرر الكبد |
| ريمونابانت                                    | 2008               | العالم | مخاطر اكتئاب شديد وانتحار |
| أبروتينين                                     | 2008               | الولايات المتحدة | ازدياد خطر الوفاة. |
| إيفاليزوماب                                   | 2009               | ألمانيا | زيادة بمخاطر الإصابة بالدماغ الأبيض المتعدد البؤر المترقي |
| بربوكسيفين                                    | 2010               | العالم | زيادة الإصابة بالسكتات القلبية. |
| أوزوغاميسين                                   | 2010               | الولايات المتحدة | بدون فوائد سريرية; مخاطر الوفاة; داء انسداد وريدي. |
| روسيغليتازون                                  | 2010               | أوروبا | مخاطر السكتات القلبية والموفاة. الدواء ما يزال متوفرا في الولايات المتحدة |
| سيبوترامين                                    | 2010               | أستراليا وكندا والصين والاتحاد الأوروبي وهونغ كونغ والهند والمكسيك ونيوزيلندا والفلبين وتايلاند والمملكة المتحدة والولايات المتحدة | زيادة مخاطر النوبات القلبية والسكتات. |
| سيتاكسنتان                                    | 2010               | ألمانيا | تسمم الكبد. |
| جيمتوزوماب أوزوغاميسين                        | 2010               | الولايات المتحدة | لا يوجد تحسن سريري ومخاطر الوفاة. |
| دروتركوجين ألفا                               | 2011               | العالم | بدون فعالية كما ظهر في دراسة PROWESS-SHOCK. |
| تترازيبام                                     | 2013               | الاتحاد الأوروبي | تفاعلات جلدية شديدة. |
| سيكوباربيتال                                  |                    | فرنسا والنرويج ودول أخرى. | تسمم ذاتي. الدواء ما يزال متوفرا في دول عدة. |
| لوركاسيرين                                    | 2020               | الولايات المتحدة | زيادة محتملة لخطر الإصابة بالسرطان |
| رانيتيدين                                     | 2020               | الولايات المتحدة | وجود شائبة نيتروزو دي ميثيل أمين NDMA التي قد تكون مسرطنة. الدواء ما يزال متوفرا في دول عدة. |

## روابط خارجية
- CDER Report to the Nation: 2005 Has a list of U.S. withdrawals through 2005.
- Drug Recalls